# Super Bowl XLVIII
A Super Bowl XLVIII a 2013-as NFL-szezon döntője. A mérkőzést a MetLife Stadiumban játszották, New Jersey-ben, 2014. február 2-án. A Super Bowlt a Seattle Seahawks nyerte, története során először.
A mérkőzést a Fox televízió társaság közvetítette. A félidei showban Bruno Mars, és a Red Hot Chili Peppers lépett fel.

## A döntő résztvevői
A mérkőzés egyik résztvevője a Denver Broncos, amely az alapszakaszból az AFC első kiemeltjeként jutott a rájátszásba 13–3-as mutatóval. Erőnyerőként csak a konferencia-elődöntőben játszott először. Itt hazai pályán a San Diego Chargerst győzte le. A konferenciadöntőben szintén hazai pályán győzött a New England Patriots ellen. A Denver korábban hatszor játszott Super Bowlt, ebből kettőt nyert meg (1997, 1998).
A másik résztvevő a Seattle Seahawks, amely az alapszakaszból az NFC első kiemeltjeként jutott a rájátszásba 13–3-as mutatóval. Erőnyerőként csak a konferencia-elődöntőben játszott először. Itt hazai pályán a New Orleans Saints-et győzte le. A konferenciadöntőben szintén hazai pályán győzött a San Francisco 49ers ellen. A Seattle korábban egyszer játszott Super Bowlt, amelyet elvesztett (2005).

## A mérkőzés
Az alábbi Super Bowl-rekordokat döntötték meg:
- Leggyorsabb pontszerzés: 12 másodperc
- Legtöbb elkapás: 13, Demaryius Thomas, Denver
- Legtöbb sikeres passz: 34, Peyton Manning, Denver
- Legtöbb elveszített döntő: 5, Denver
- Legnagyobb félidei nullázás: 22, Seattle

Az alábbi Super Bowl-rekordokat állították be:
- Legtöbb safety egy csapattól: 1, Seattle
- Legtöbb kezdőrúgás utáni visszahordást követő touchdown: 1, Percy Harvin, Seattle
- Legkevesebb punt: 1, Seattle
- Legkevesebb futott touchdown: 0, Denver
- Legkevesebb fumble: 0, Seattle
- Legkevesebb mezőnygól: 0, Denver

Érdekességek:
- A Seattle lett az első csapat, amely 5–0-ra vezetett a Super Bowlon (safety és mezőnygól után).[5]
- A Seattle lett az első csapat, amely a Super Bowlon safety-vel, interception utáni, valamint kickoff utáni visszahordással is pontot szerzett.[5]
- A Seattle 59 perc 48 másodpercen át vezetett, amely új rekord a Super Bowl történetében.[5]

Ez volt az első Super Bowl, amelyen az első pontokat safety-ből szerezték.
A találkozót az Egyesült Államokban 111,5 millióan látták a televízióban, ezzel az addigi legnézettebb televíziós műsor lett.
| N | Idő   | Drive | Drive | Drive     | Csapat   | Play leírása | Pont     | Pont    |
| N | Idő   | Play  | Yard  | Időtartam | Csapat   | Play leírása | Seahawks | Broncos |
| - | ----- | ----- | ----- | --------- | -------- | --- | -------- | ------- |
| 1 | 14:48 | –     | –     | –         | Seahawks | Safety. M. Ramirez fumble, K. Moreno szerezte vissza a saját end zone-ban, ahol földre vitték.                   | 2        | 0       |
| 1 | 10:21 | 9     | 51    | 4:27      | Seahawks | Mezőnygól. S. Hauschka 31 yardról.                                                                               | 5        | 0       |
| 1 | 2:16  | 13    | 58    | 6:10      | Seahawks | Mezőnygól. S. Hauschka 33 yardról.                                                                               | 8        | 0       |
|   |       |       |       |           |          | |          |         |
| 2 | 12:00 | 7     | 37    | 3:59      | Seahawks | Touchdown. M. Lynch 1 yardos futás, S. Hauschka jutalomrúgás.                                                    | 15       | 0       |
| 2 | 3:21  | –     | –     | –         | Seahawks | Touchdown. M. Smith 69 yardos interception visszahordás, S. Hauschka jutalomrúgás.                               | 22       | 0       |
|   |       |       |       |           |          | |          |         |
| 3 | 14:48 | –     | –     | –         | Seahawks | Touchdown. P. Harvin 87 yardos kezdőrúgás utáni visszahordás, S. Hauschka jutalomrúgás.                          | 29       | 0       |
| 3 | 2:58  | 6     | 58    | 2:57      | Seahawks | Touchdown. J. Kearse 23 yardos átadás R. Wilsontól, S. Hauschka jutalomrúgás.                                    | 36       | 0       |
| 3 | 0:00  | 6     | 80    | 2:58      | Broncos  | Touchdown. D. Thomas 14 yardos átadás P. Manningtől. Sikeres kétpontos kísérlet, W. Welker átadás P. Manningtől. | 36       | 8       |
|   |       |       |       |           |          | |          |         |
| 4 | 11:45 | 5     | 48    | 3:15      | Seahawks | Touchdown. D. Baldwin 10 yardos átadás R. Wilsontól, S. Hauschka jutalomrúgás.                                   | 43       | 8       |